# NAACP Image Awards 2017

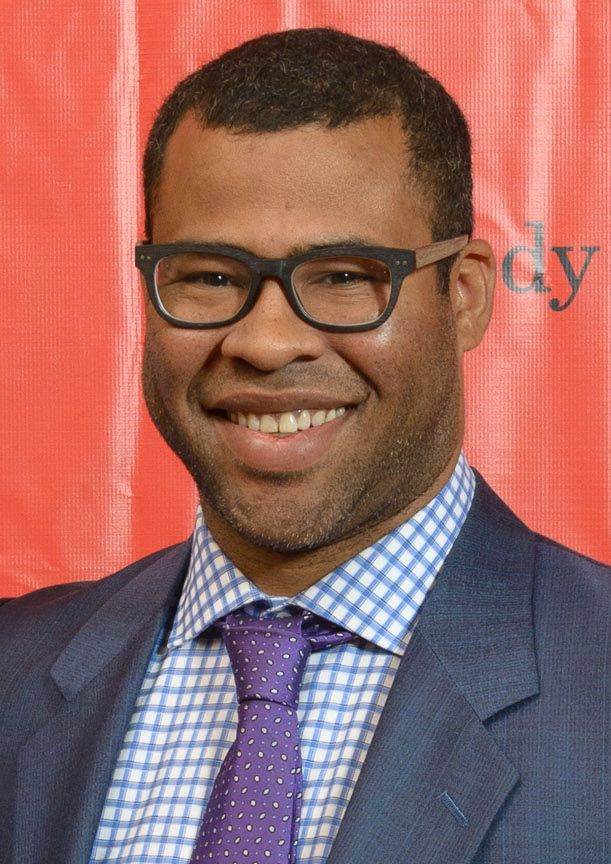
Jordan Peele vítěz v kategorii nejlepší režie a nejlepší scénář (film)

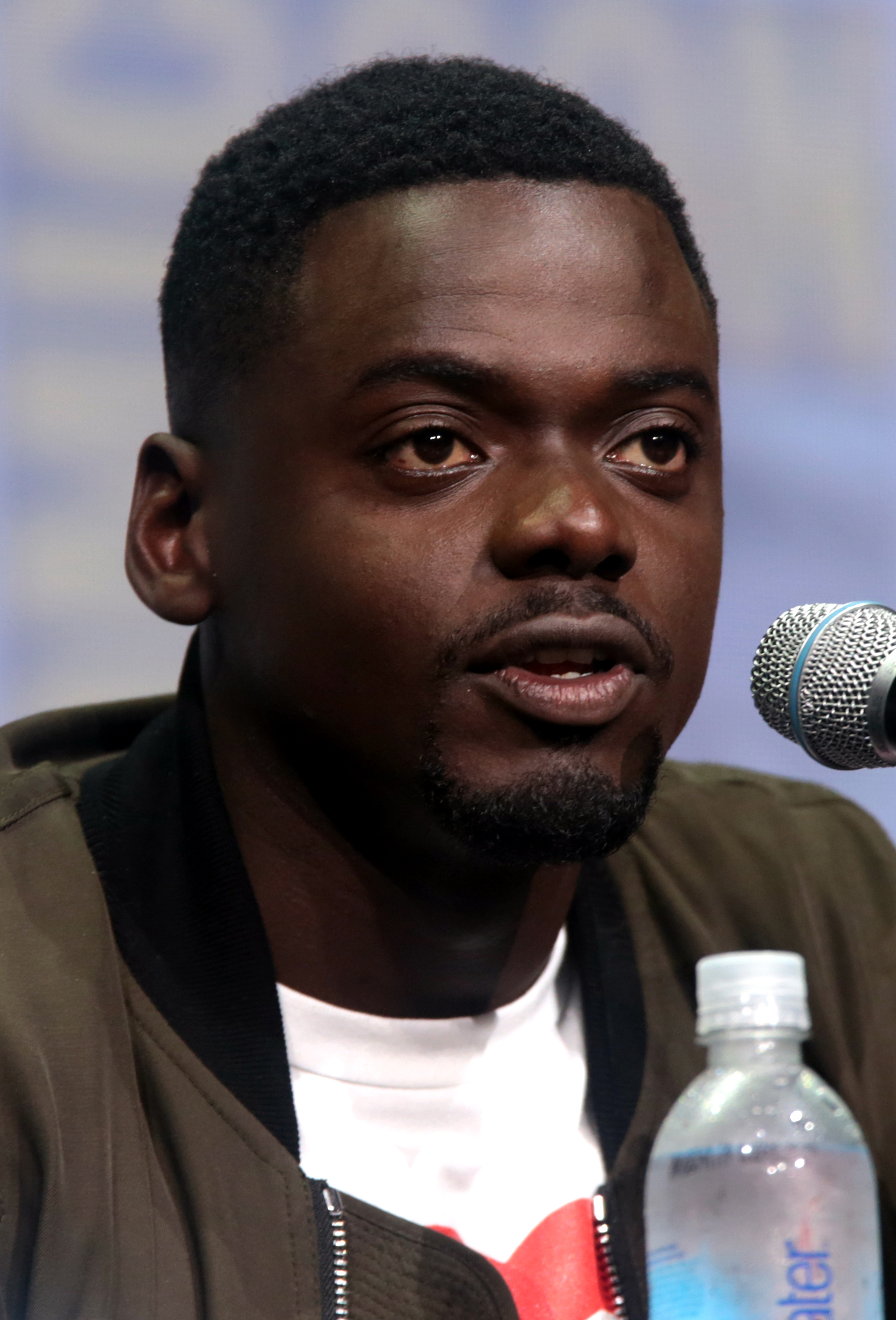
Daniel Kaluuya vítěz v kategorii nejlepší herec v hlavní roli (film)

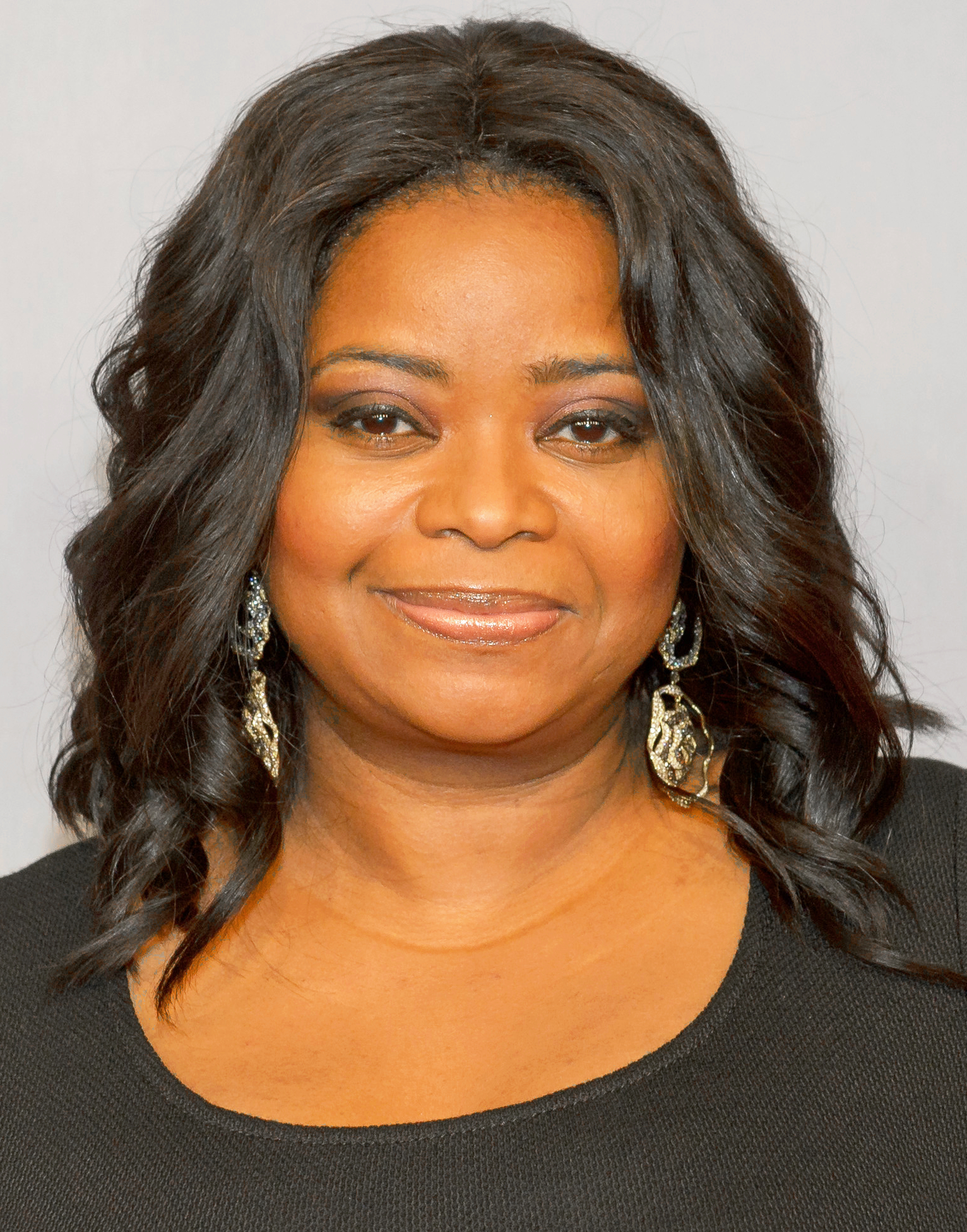
Octavia Spencer vítězka v kategorii nejlepší herečka v hlavní roli (film)

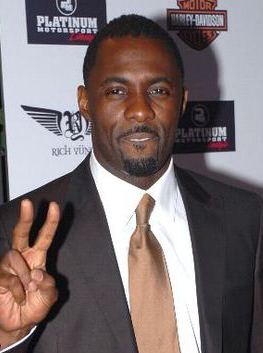
Idris Elba vítěz v kategoriích nejlepší herec ve vedlejší roli (film) a nejlepší herec ve hlavní roli (televizní film, limitovaný seriál nebo dramatický speciál)

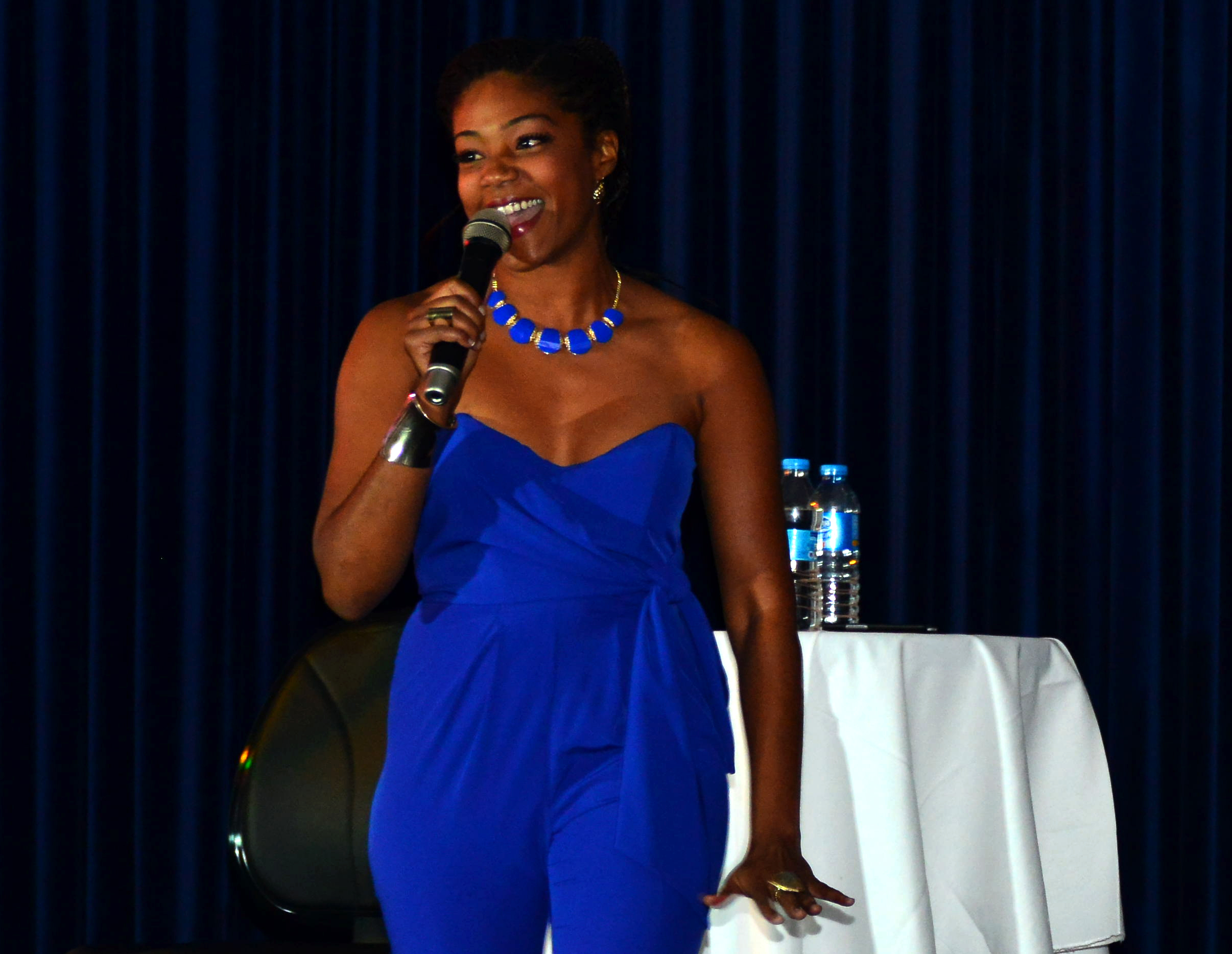
Tiffany Haddish vítězka v kategorii nejlepší herečka ve vedlejší roli (film)

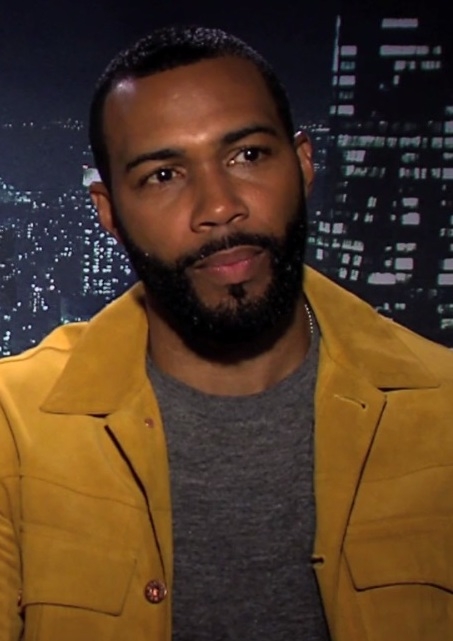
Omari Hardwick vítěz v kategorii nejlepší herec v hlavní roli (seriál–drama)

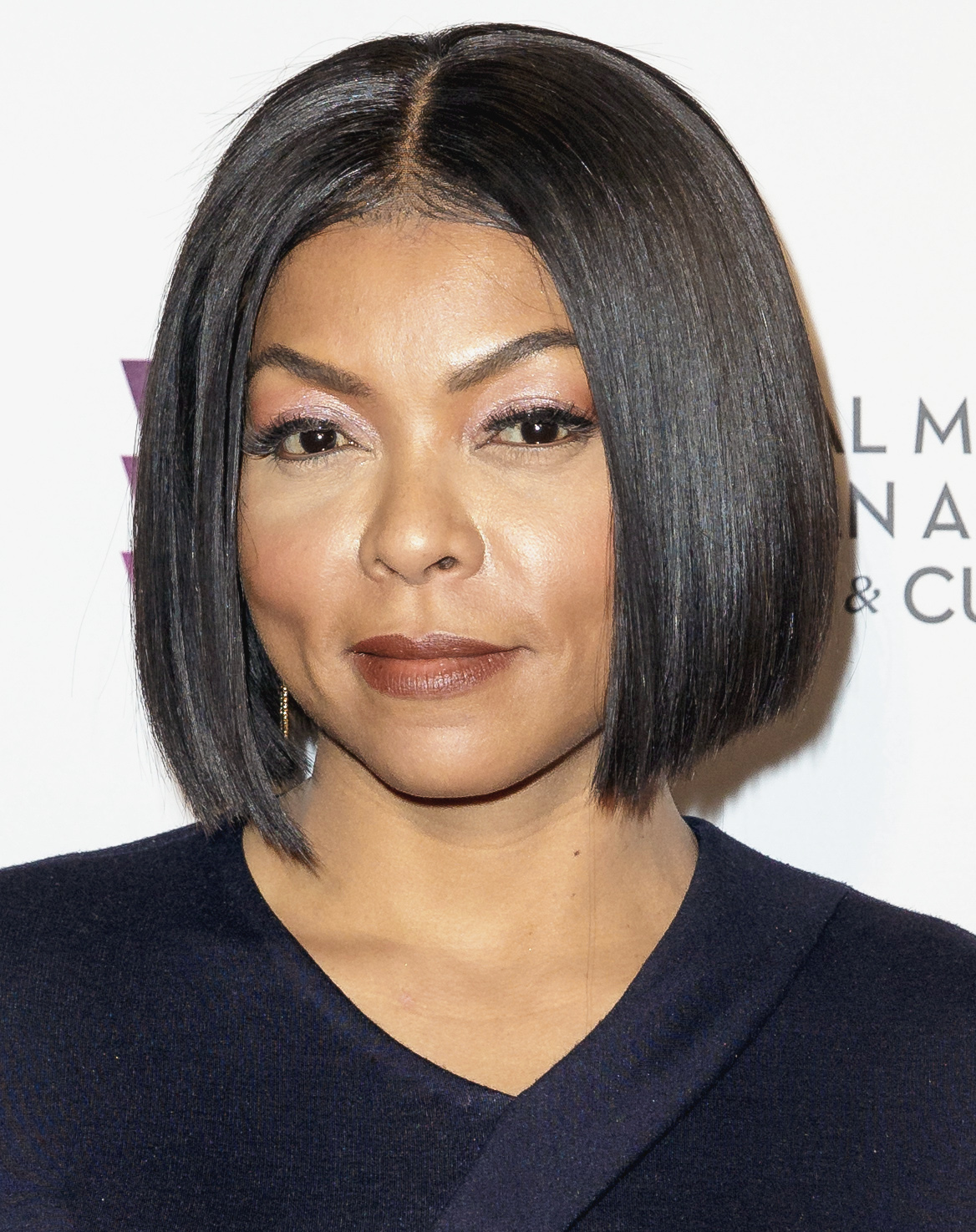
Taraji P. Henson vítězka v kategorii nejlepší herečka v hlavní roli (seriál–drama)

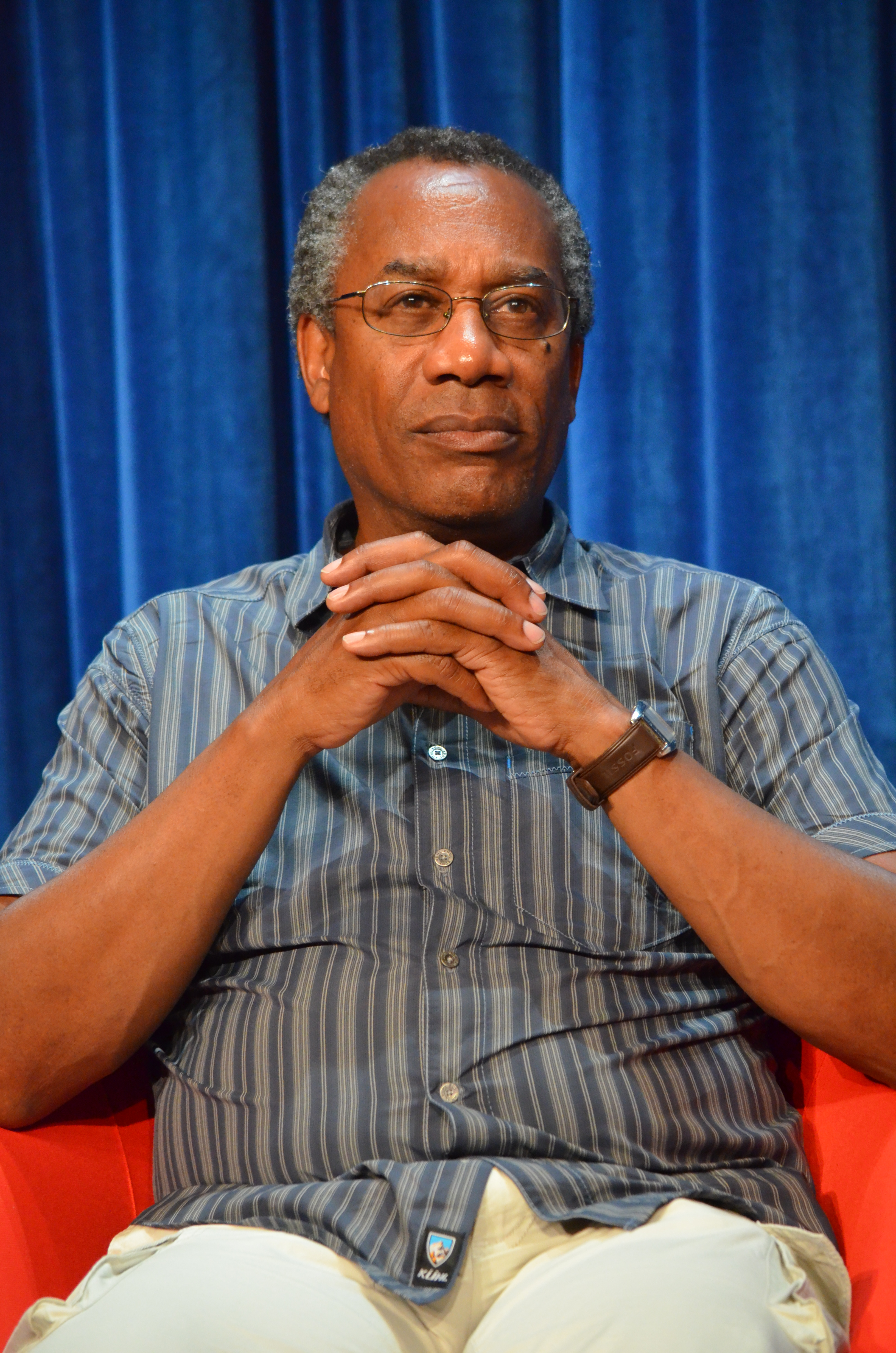
Joe Morton vítěz v kategorii nejlepší herec ve vedlejší roli (seriál–drama)

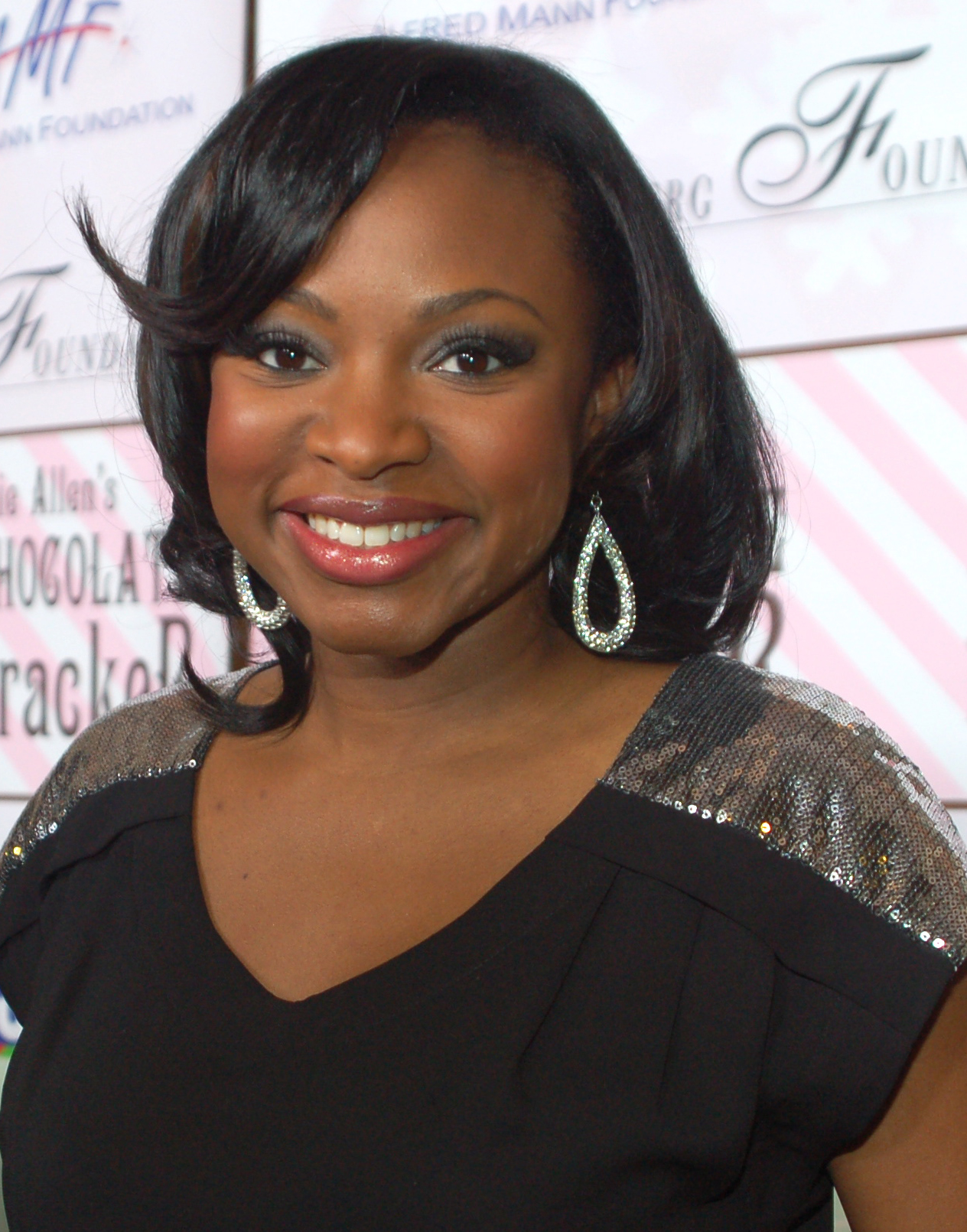
Naturi Naughton vítězka v kategorii nejlepší herečka ve vedlejší roli (seriál–drama)

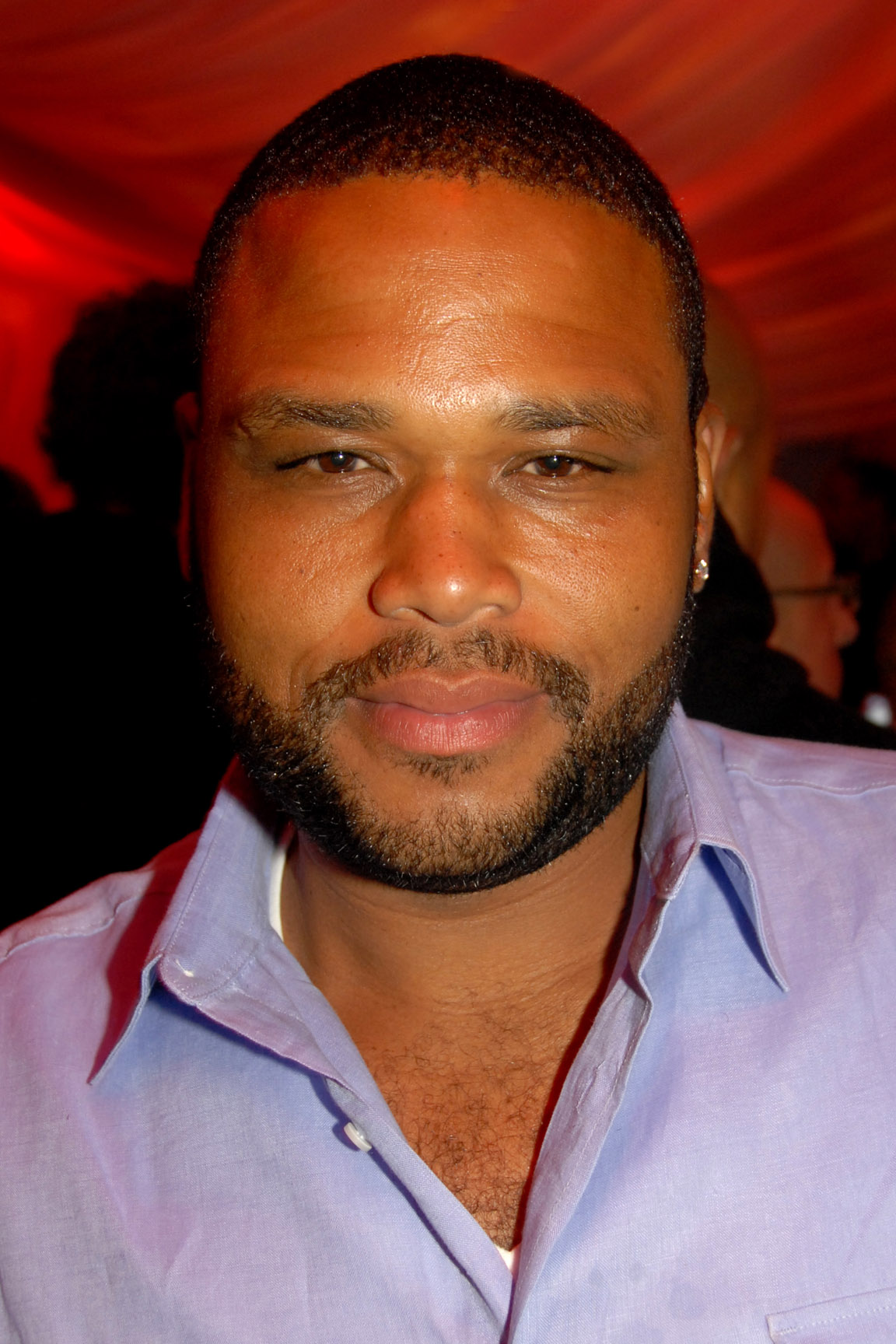
Anthony Anderson vítěz v kategorii nejlepší herec v hlavní roli (seriál–komedie)

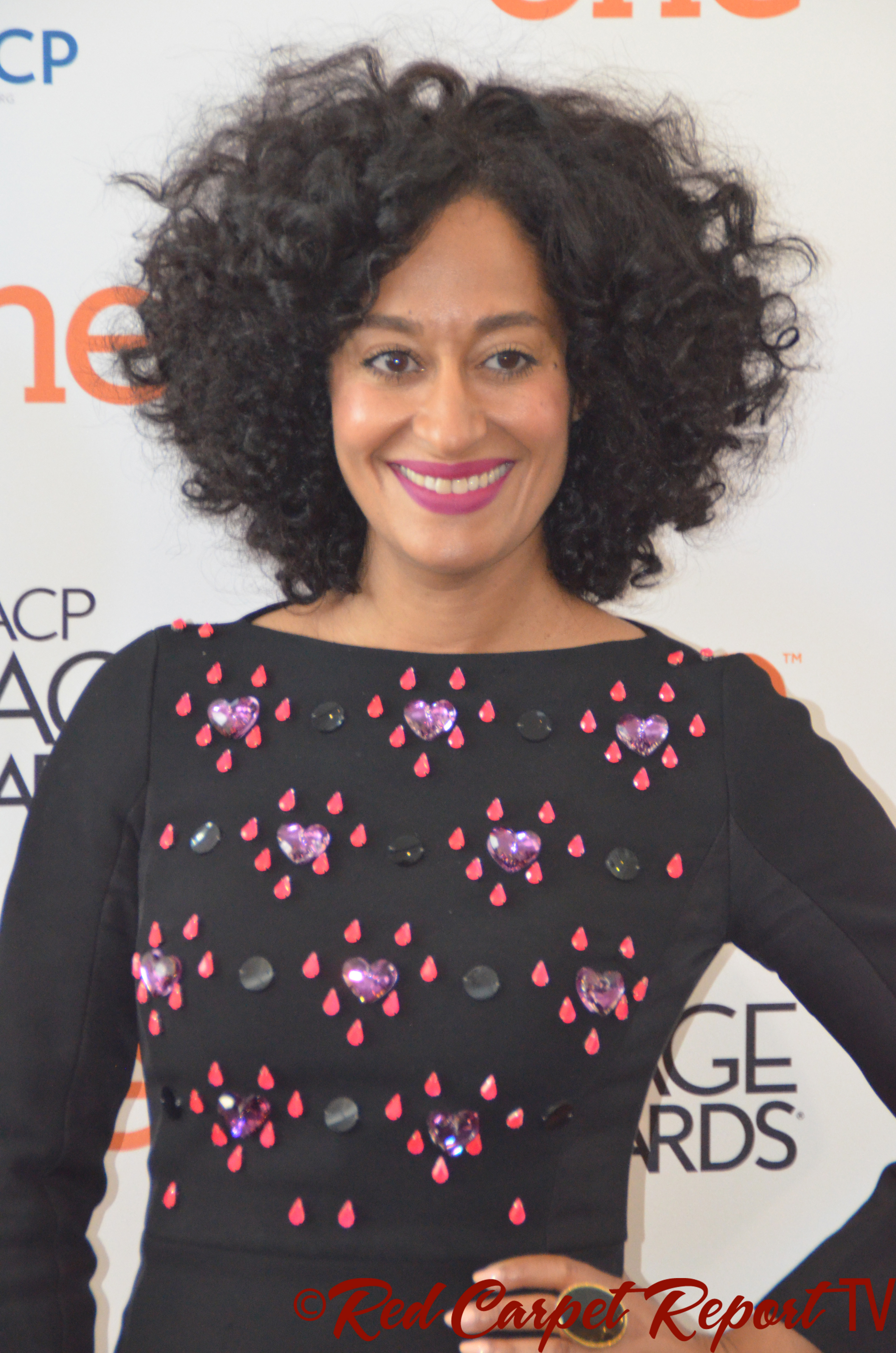
Tracee Ellis Ross vítězka v kategorii nejlepší herečka v hlavní roli (seriál–komedie)

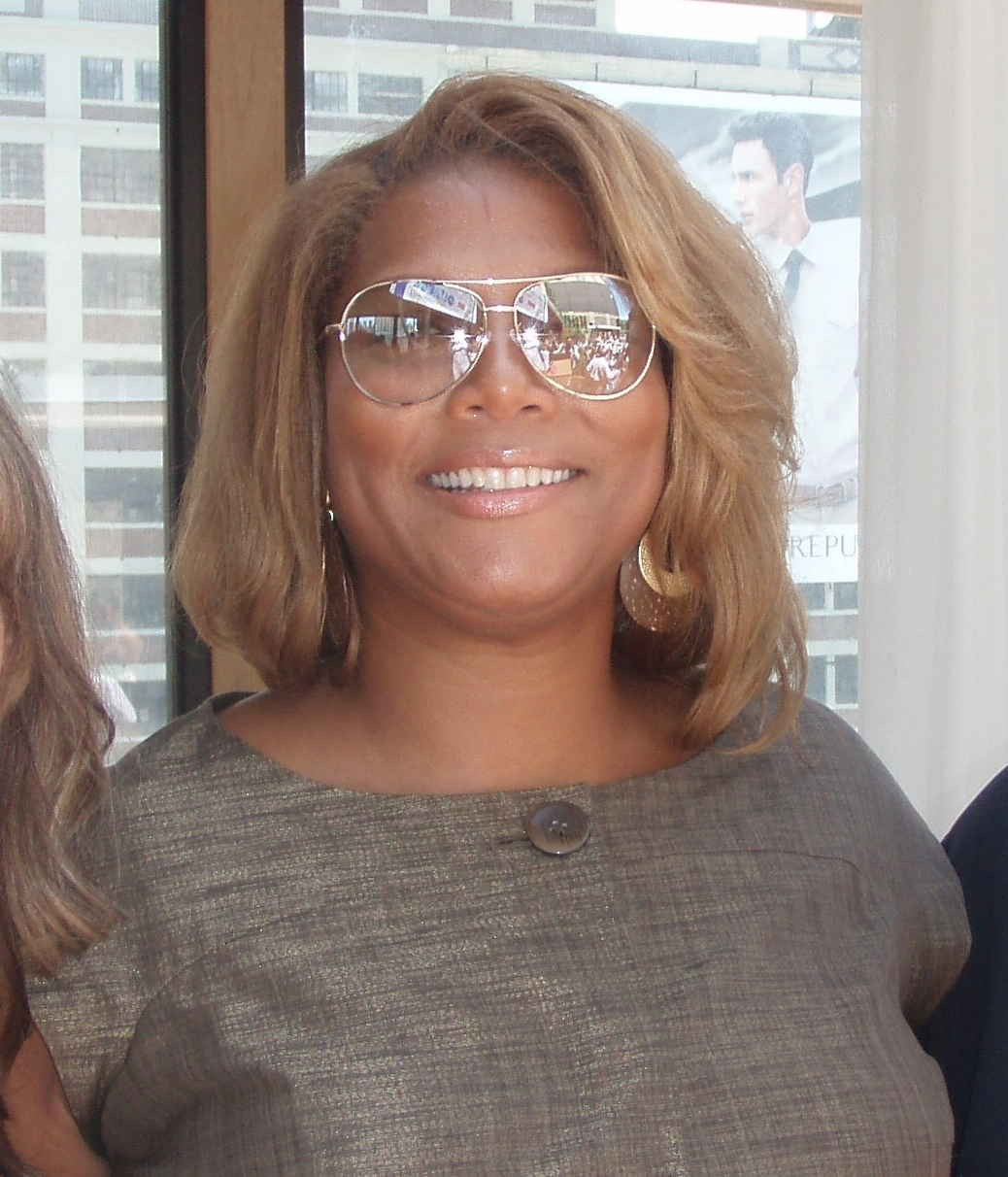
Queen Latifah vítězka v kategorii nejlepší herečka v hlavní roli (televizní film, limitovaný seriál, dramatický speciál)

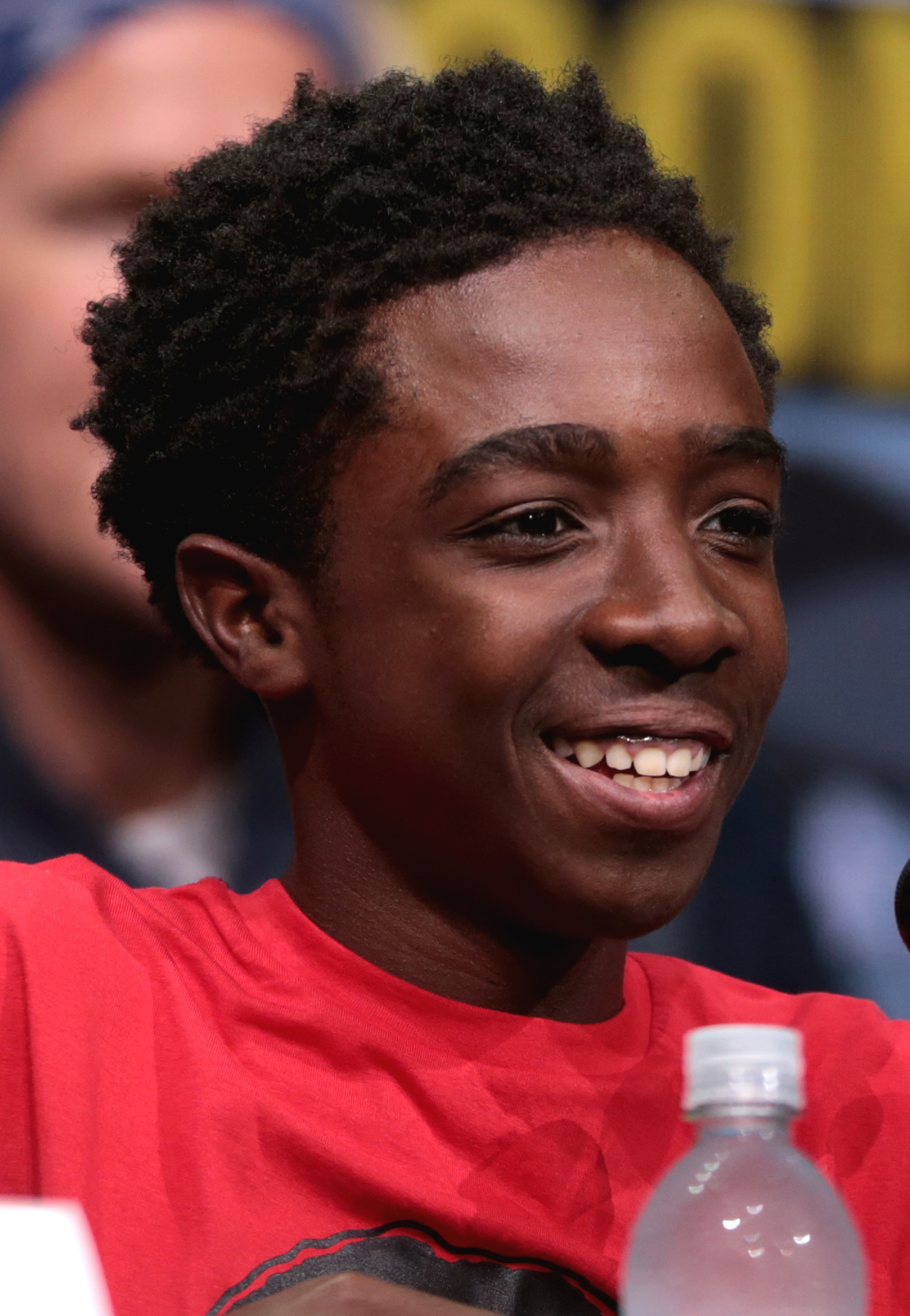
Caleb McLaughlin vítěz v kategorii nejlepší mladý herec

49. ročník předávání cen NAACP Image Awards organizací NAACP, se konal dne 15. ledna 2018. Ceny se předávaly v Pasadeně v Kalifornii. Moderátorem večera byl Anthony Anderson.

## Vítězové a nominovaní

### Film

#### Nejlepší film
Girls Trip
- Detroit
- Uteč
- Marshall
- Roman J. Israel, Esq.

#### Nejlepší režisér
Jordan Peele – Uteč
- Reginald Hudlin – Mashall
- Malcolm D. Lee – Girls Trip
- Stella Meghie – Všechno úplně všechno
- Dee Rees – Mudbound

#### Nejlepší scénář
Jordan Peele – Uteč
- Virgil Williams a Dee Rees – Mudbound
- Emily V. Gordon a Kumail Nanjiani – Pěkně blbě
- Kenya Barris a Tracy Oliver – Girls Trip
- Mark Boal – Detroit

#### Nejlepší herec v hlavní roli
Daniel Kaluuya – Uteč
- Chadwick Boseman – Marshall
- Idris Elba – Hora mezi námi
- Algee Smith – Detroit
- Denzel Washington – Roman J. Israel, Esq.

#### Nejlepší herečka v hlavní roli
Octavia Spencer – Velký dar
- Halle Berryová – Na doraz
- Danai Gurira – All Eyez on Me
- Natalie Paul – Crown Heights
- Amandla Stenberg – Všechno úplně všechno

#### Nejlepší herec ve vedlejší roli
Idris Elba – Thor: Ragnarok
- Nnamdi Asomugha – Crown Heights
- Sterling K. Brown – Marshall
- Laurence Fishburne – Poslední mise
- Lil Rel Howery – Uteč

#### Nejlepší herečka ve vedlejší roli
Tiffany Haddish – Girls Trip
- Regina Hall – Girls Trip
- Audra McDonald – Kráska a zvíře
- Keesha Sharp – Marshall
- Tessa Thompson – Thor: Ragnarok

#### Nejlepší nezávislý film
Detroit
- Poslední mise
- Mudbound
- Proffesor Marston and the Wonder Women
- Wind River

### Televize

#### Nejlepší seriál – drama
Power
- Greenleaf
- Queen Sugar
- Tohle jsme my
- Underground

#### Nejlepší seriál – komedie
Black-ish
- Hráči
- Drazí běloši
- Nesvá
- Survivor's Remorse

#### Nejlepší televizní film, limitovaný seriál nebo dramatický speciál
The New Edition Story
- Flint
- Nesmrtelný život Henrietty Lacksové
- Barva moci
- When Love Kills: The Falicia Blakely Story

#### Nejlepší soutěžní show (seriál nebo speciál)
Bitva playbacků
- Black Girls Rock! 2017
- Dave Chappelle: The Age of Spin & Deep in the Heart of Texas
- Def Comedy Jam 25
- Saturday Night Live

#### Nejlepší dětský program
Doktorka Plyšáková
- Free Rein
- Nella - princezna rytířů
- Projekt Mc²
- U Raven doma

#### Nejlepší herec v hlavní roli – drama
Omari Hardwick – Power
- Sterling K. Brown – Tohle jsme my
- Mike Colter – The Defenders
- Terrence Howard – Empire
- Kofi Siriboe – Queen Sugar

#### Nejlepší herečka v hlavní roli – drama
Taraji P. Henson – Empire
- Viola Davis – Vražedná práva
- Jurnee Smollett-Bell – Underground
- Kerry Washington – Skandál
- Rutina Wesley – Queen Sugar

#### Nejlepší herec ve vedlejší roli – drama
Joe Morton – Skandál
- Trai Byers – Empire
- Bryshere Gray – Empire
- Jussie Smollett – Empire
- Dondre Whitfield – Queen Sugar

#### Nejlepší herečka ve vedlejší roli – drama
Naturi Naughton – Power
- Tina Lifford – Queen Sugar
- Susan Kelechi Watson – Tohle jsme my
- Lynn Whitfield – Greenleaf
- Samira Wiley – Příběh služebnice

#### Nejlepší herec v hlavní roli – komedie
Anthony Anderson – Black-ish
- Aziz Ansari – Mistr amatér
- Dwayne Johnson – Hráči
- Keegan-Michael Key – Přátelé z výšky
- RonReaco Lee – Survivor's Remorse

#### Nejlepší herečka v hlavní roli – komedie
Tracee Ellis Ross – Black-ish
- Danielle Brooks – Holky za mřížemi
- Loretta Devine – The Carmichael Show
- Niecy Nash – Drápy
- Issa Rae – Nesvá

#### Nejlepší herec ve vedlejší roli – komedie
Jay Ellis – Nesvá
- Tituss Burgess – Nezdolná Kimmy Schmidt
- Ernie Hudson – Grace a Frankie
- Omar Miller – Hráči
- John David Washington – Hráči

#### Nejlepší herečka ve vedlejší roli – komedie
Marsai Martin – Black-ish
- Uzo Aduba – Holky za mřížemi
- Tichina Arnold – Survivor's Remorse
- Leslie Jones – Saturday Night Live
- Yvonne Orji – Nesvá

#### Nejlepší herec v hlavní roli – televizní film, limitovaný seriál nebo dramatický speciál
Idris Elba – Guerrilla
- Laurence Fishburne – Madiba
- Bryshere Gray – The New Edition Story
- Woody McClain – The New Edition Story
- Mack Wilds – Barva moci

#### Nejlepší herečka v hlavní roli – televizní film, limitovaný seriál nebo dramatický speciál
Queen Latifah – Flint
- Regina Kingová – American Crime
- Sanna Lathan – Barva moci
- Jill Scott – Flint
- Oprah Winfrey – Nesmrtelný život Henrietty Lacksové

#### Nejlepší mladá herečka/mladý herec
Caleb McLaughlin – Stranger Things
- Lonnie Chavis – Tohle jsme my
- Ethan Hutchison – Queen Sugar
- Marsai Martin – Black-ish
- Michael Rainey – Power

#### Nejlepší talk show
The Real
- The Daily Show with Trevor Noah
- Jimmy Kimmel Live!
- Super Soul Sunday
- The View

#### Nejlepší soutěž/reality-show
The Manns
- Lyanlo, napravte mi život
- Martha & Snoop's Potluck Dinner Party
- Shark Tank
- United Shades of America

#### Nejlepší zprávy
Unsung
- News One Now
- Oprah's Master Class
- Příběh lidstva s Morganem Freemanem
- Through the Fire: The Legacy of Barack Obama

#### Nejlepší moderátor/ka
Roland S. Martin – NewsOne Now
- Neil deGrasse Tyson – Hovory o hvězdách
- Morgan Freeman – Příběh lidstva s Morganem Freemanem
- Trevor Noah – The Daily Show with Trevor Noah
- Fredricka Whitfield – Fredricka Whitfield

#### Nejlepší režie – drama
Carl Franklin – Proč? 13x proto  – „Tape 5, Side B“
- Jeffrey Byrd – Záměna – „Occupy Truth“
- Jonathan Demme – Barva moci – „Hour Six: The Fire This Time“
- Ernest R. Dickerson – The Deuce: Špína Manhattanu – „Show and Prove“
- Gina Prince-Bythewood – Barva moci – „Hour One: Pilot“

#### Nejlepší režie – komedie
Anton Cropper – Black-ish – „Juneteenth“
- Barry Jenkins – Drazí běloši – „Chapter 5“
- Spike Lee – Ona to musí mít – „#NolasChoice“
- Justin Simien – Drazí běloši – „Chapter 1“
- Ken Whittingham – Nezdolná Kimmy Schmidt – „Kimmy Bites an Onion!“

#### Nejlepší režie – televizní film nebo speciál
Allen Hughes – The Defiant Ones
- Mark Ford – The Notorious B.I.G.
- Kevin Hooks – Madiba
- Codie Elaine Oliver – Black Love
- Chris Robinson – The New Edition Story – „Night 1“

#### Nejlepší scénář – drama
Gina Prince-Bythewood – Barva moci – „Hour One: Pilot“
- Erica Anderson – Greenleaf – „The Bear“
- Ava DuVernay – Queen Sugar – „Dream Variations“
- Vera Herbert – Tohle jsme my – „Still Here“
- Anthony Sparks – Queen Sugar – „What Do I Care for Morning“

#### Nejlepší scénář – komedie
Janine Barrois – Drápy – „Batsh*t“
- Aziz Ansari – Mistr amatér – „Thanksgiving“
- Issa Rae – Nesvá – „Hella Great“
- Issa Rae – Nesvá – „Hella Perspective“
- Justin Simien – Drazí běloši – „Chapter 1“

#### Nejlepší scénář – televizní film nebo speciál
Abdul Williams – The New Edition Story
- May Chan – An American Girl Story - Ivy & Julie 1976: A Happy Balance
- Peter Landseman, Alexander Woo and George C. Wolfe – Nesmrtelný život Henrietty Lacksové
- Alison McDonald – An American Girl Story - Ivy & Julie 1976: Summer Camp, Friends for Life
- Cas Sigers-Beedles – When Love Kills: The Falicia Blakely Story

### Dokument

#### Nejlepší filmový dokument
STEP
- I Called Him Morgan
- The Rape of Recy Taylor
- Tell Them We Are Rising: The Story of Black Colleges and Universities
- Whose Streets?

#### Nejlepší televizní dokument
Obamův odkaz
- Birth of a Movement
- Black Love
- The Defiant Ones
- What the Health

### Animované projekty

#### Nejlepší hlas
Tiffany Haddish – Legends of Chamberlain Heights
- Yvette Nicole Brown – Elena z Avaloru
- Loretta Devine – Doktorka Plyšáková
- David Oyelowo – Lví hlídka
- Kerry Washington – Auta 3

### Hudba

#### Nejlepší nový umělec
SZA – Ctrl
- Demetria McKinney – Officially Yours
- Khalid – American Teen
- Kevin Ross – The Awakening
- Vic Mensa – The Autobiography

#### Nejlepší zpěvák
Bruno Mars – "Versace on the Floor"
- JAY-Z – 4:44
- Kendrick Lamar – DAMN.
- Brian McKnight – Genesis
- Charlie Wilson – In It to Win It

#### Nejlepší zpěvačka
Mary J. Blige – Strength of a Woman
- Beyoncé – "Die with You"
- Andra Day – "Stand Up For Something"
- Ledisi – Let Love Rule
- SZA – Ctrl

#### Nejlepší duo/skupina nebo kolaborace
Kendrick Lamar feat. Rihanna – "LOYALTY."
- Mary J. Blige feat. Kanye West – "Love Yourself"
- Andra Day feat. Common – "Stand Up For Something"
- SZA feat. Travis Scott – "Love Galore"
- Charlie Wilson feat. T.I. – "I'm Blessed"

#### Nejlepší jazzové album
Somi – Petite Afrique
- Damien Escobar – Boundless
- Najee – Poetry in Motion
- Cécile McLorin Salvant – Dreams and Daggers
- Preservation Hall Jazz Band – So It Is

#### Nejlepší gospelové album
Greenleaf soundtrack – Greenleaf Soundtrack Volume 2
- Tasha Cobbs – Heart. Passion. Pursuit.
- Travis Greene – Crossover Live From Music City
- Marvin Sapp – Close
- CeCe Winans – Let Them Fall In Love

#### Nejlepší hudební video
Bruno Mars – "That's What I Like"
- Mary J. Blige – "Strength of a Woman"
- JAY-Z – "4:44"
- Maxwell – "Gods"
- Ledisi – "High"

#### Nejlepší píseň
Bruno Mars – "That's What I Like"
- Mary J. Blige – "U + Me (Love Lesson)"
- Ledisi – "High"
- John Legend – "Surefire (Piano Version)"
- MAJOR. – "Honest"

#### Nejlepší album
Kendrick Lamar – DAMN.
- Mary J. Blige – Strength of a Woman
- JAY-Z – 4:44
- Brian McKnight – Genesis
- Charlie Wilson – In It to Win It

#### Nejlepší fikce
Henry Louis Gates Jr. a Maria Tatar – The Annotated African American Folktales
- Marita Golden – The Wide Circumference of Love
- Celeste Ng – Little Fires Everywhere
- Jesmyn Ward – Sing, Unburied, Sing
- Stephanie Powell Watts – No One Is Coming to Save U

#### Nejlepší literatura faktu
Dick Gregory – Defining Moments in Black History: Reading Between the Lies
- Herb Boyd – Black Detroit – A People’s History of Self-Determination
- Paul Butler – Chokehold: Policing Black Men
- Ta-Nehisi Coates – We Were Eight Years in Power: An American Tragedy
- Adrian Miller – The President's Kitchen Cabinet: The Story of the African Americans Who Have Fed Our First Families, from the Washingtons to the Obamas

#### Nejlepší debut
Stephanie Powell Watts – No One Is Coming to Save Us
- Devin Allen – A Beautiful Ghetto
- Leland Melvin – Chasing Spaces: An Astronaut’s Story of Grit, Grace & Second Chances
- Gabrielle Union – We're Going to Need More Wine
- Patricia Williams a Jeannine Amber – Rabbit: The Autobiography of Ms. Pat

#### Nejlepší biografie/auto-biografie
Susan Burton a Cari Lynn – Becoming Ms. Burton – From Prison to Recovery to Leading the Fight for Incarcerated Women
- Peter Baker – Obama: The Call of History
- Jonathan Eig – Ali: A Life
- Lawrence P. Jackson – Chester B. Himes
- Gabrielle Union – We're Going to Need More Wine

#### Nejlepší instruktážní kniha
Tererai Trent – The Awakened Woman: Remembering & Reigniting Our Sacred Dreams
- Misty Copeland – Ballerina Body: Dancing and Eating Your Way to a Leaner, Stronger, and More Graceful You
- Kelvin Davis – Notoriously Dapper - How to Be A Modern Gentleman with Manners, Style and Body Confidence
- Kristen Kish a Meredith Erickson – Kristen Kish Cooking
- Sheri Riley – Exponential Living - Stop Spending 100% of Your Time on 10% of Who You Are

#### Nejlepší poezie
Patricia Smith – Incendiary Art: Poems
- Cameron Barnett – The Drowning Boy's Guide to Water
- Aja Monet – My Mother Was a Freedom Fighter
- Ntozake Shange – Wild Beauty: New and Selected Poems
- Marcus Wicker – Silencer

#### Nejlepší dětská kniha
Vashti Harrison – Little Leaders: Bold Women in Black History
- Kareem Abdul-Jabbar a Raymond Obstfeld – Becoming Kareem: Growing Up On and Off the Court
- Lesa Cline-Ransome a James E. Ransome – Before She Was Harriet
- Andrea J. Loney a Keith Mallett – Take a Picture of Me, James VanDerZee!
- Cynthia Levinson a Vanessa Brantley-Newton – The Youngest Marcher: The Story of Audrey Faye Hendricks, A Young Civil Rights Activist

#### Nejlepší kniha pro teenagery
Rita Williams-Garcia and Frank Morrison – Clayton Byrd Goes Underground
- Kwame Alexander a Mary Rand Hess – Solo
- Tiffany D. Jackson – Allegedly
- Jason Reynolds - Long Way Down
- Angie Thomas – The Hate U Give